# Cookstown
Cookstown (en gaèlic irlandès An Chorr Chríochach, en scots Cookestoun o Cookstoon) és una vila d'Irlanda del Nord, al comtat de Tyrone, a la província de l'Ulster. Fou fundada en 1620 quan els townlands de l'àrea foren llogats a l'advocat eclesiàstic anglès Alan Cooke, arquebisbe d'Armagh, a qui li havien promès les terres després de la fugida dels comtes. Fou un dels principals centres de la indústria del lli a l'oest del riu Bann i fins a 1956, es feia a la ciutat els processos de filat, teixit i blanqueig del lli.
Cookstown és famosa també pel seu carrer principal (fet a partir de c1735-c1800), de 2,01 quilòmetres de llarg i 41,15 metres d'ample, un dels més llargs i més àmplis d'Irlanda.

## Demografia

### Població delseglexix
La població de la ciutat va créixer durant el segle xix:
| Any      | 1841  | 1851  | 1861  | 1871  | 1881  | 1891  |
| -------- | ----- | ----- | ----- | ----- | ----- | ----- |
| Població | 3.006 | 2.993 | 3.257 | 3.501 | 3.870 | 3.841 |
| Cases    | 550   | 576   | 600   | 728   | 822   | 835   |

### Població del segle XXI
Segons el darrer cens (29 d'abril de 2001) hi havia 10.646 habitants a Cookstown.
- 26,0% tenien menys de 16 anys i el 15,6% en tenien 60 o més
- 49,7% de la població és masculina i el 50,3% era femenina
- 52,8% eren catòlics irlandesos i el 45,1% són protestants
- 3,9% de la població de 16–74 estaven a l'atur.[6]

## Townlands
Aquesta és la llista de townlands a l'àrea urbana de Cookstownamb la seva etimologia:
- Clare (potser de Clár que vol dir "nivell de terra")
- Cookstown (nom anglès)
- Coolkeeghan (potser de Cuil Caochain que vol dir "cantonada de Keighen")
- Coolnafranky (potser de Cuil na Francaigh que vol dir "cantonada de les rates")
- Coolnahavil (potser de Cuil na hAbhaill que vol dir "cantonada de l'horta")
- Coolreaghs (potser de Cuil Riach que vol dir "cantonada grisa")
- Gortalowry (potser de Gort an Leamhraigh que vol dir "camp de la plaça de l'om")
- Loy (potser de Laigh que vol dir "turó")
- Maloon (potser de Magh Luan que vol dir "planura dels xais")
- Monrush (potser de Moin Rois que vol dir "torberes boscoses")
- Sullenboy (potser de Sailean Buí que vol dir "salzes grocs")
- Tullagh (potser de Tulach que vol dir "cim del turó")

## Història
Abans del segle xvii la ciutat havia pertangut al clan dels O'Mellan i coneguda com a Mellanagh. Després de la fugida dels comtes de Tyrone i Tyrconnell el 1607 Jaume I d'Anglaterra va confiscar les terres i les va entregar a l'arquebisbe protestant d'Armagh, Alan Cooke. El 1620 una petita part fou concedida a l'escocès James Stewart.
El 1641 la vila fou el cor d'una revolta dels nadius irlandesos contra els colonitzadors fins que foren derrotats per les tropes reials en 1643. El país quedà devastat i William Stewart of Killymoon comprà les terres d'Alan Cooke, però el 1671 les van vendre a la família Stewart. Fins al 1734 la població va ser escassa i va començar a desenvolupar-se la indústria del lli. El 1802 van encarregar a l'arquitecte anglès John Nash de reconstruir el castell de Killymoon, destruït per un incendi en 1801. Entre 1822 i 1840 la població es va quadruplicar gràcies al desenvolupament industrial, que va durar tot el segle xix.
El 17 de juny de 1920, durant la Guerra Angloirlandesa, un destacament de l'Exèrcit Republicà Irlandès va atacar la caserna de la Royal Irish Constabulary. L'atac va fracassar i un membre de l'IRA va morir. Durant el Conflicte d'Irlanda del Nord va patir molts atacs amb bombes, tot i que la convivència entre catòlics i protestants era força bona.

## Personatges
- William Craig, polític protestant.
- Bernadette Devlin